# Sånganförare
Sånganförare är en person som leder  allsång, ofta vid en sittning. 
Vid studentkårer och studentnationer är sånganförare ett ämbete som förtroendeväljs, oftast årsvis.
I manskörssammanhang tituleras ofta ledaren sånganförare, eftersom han sjunger med resten av sångarna istället för att endast leda, som en dirigent.

### Fotnoter
1. ↑  Befattningsbeskrivning - Sånganförare Arkiverad 2 april 2015 hämtat från the Wayback Machine. från Västmanlands-Dala nation i Uppsala